# Cartierul Iris din Cluj-Napoca

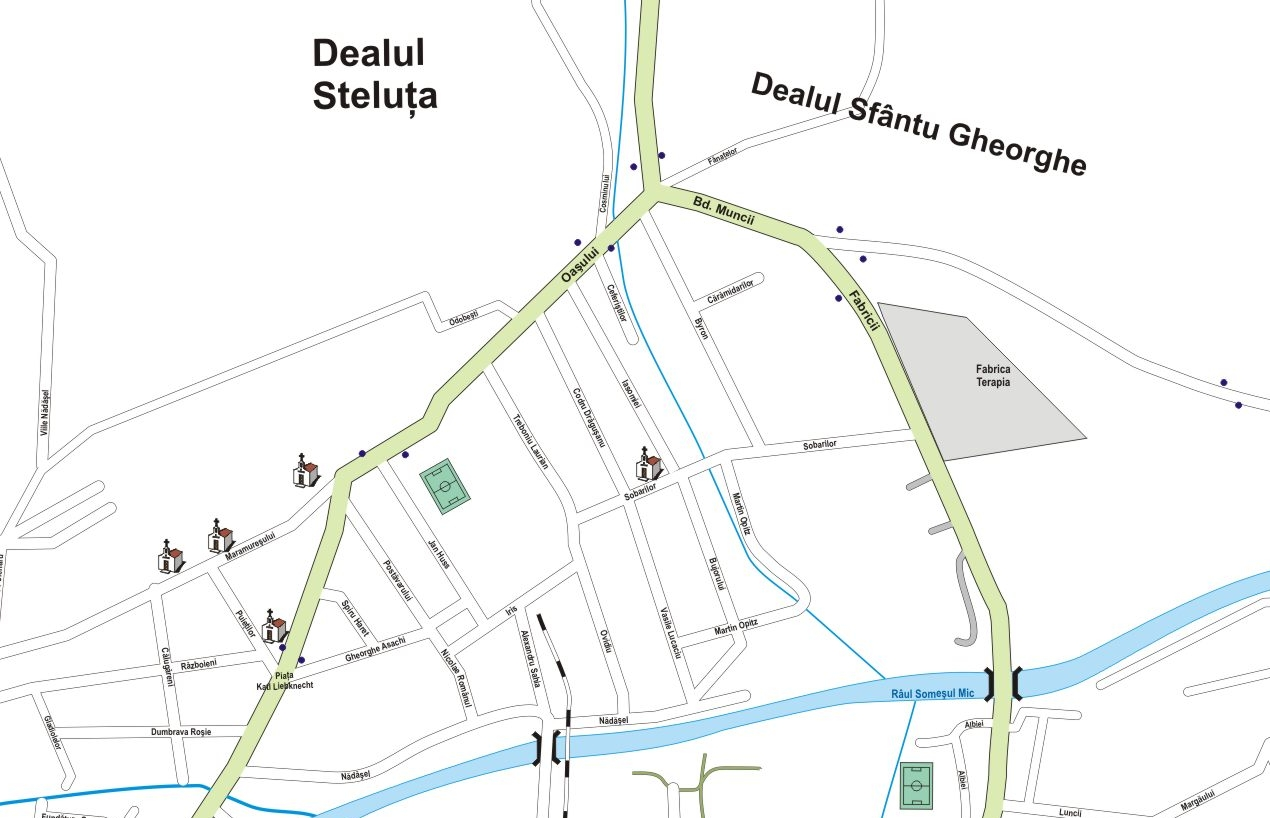
Harta Cartierului Iris

Iris, cartier în Cluj-Napoca, situat în partea de nord a orașului. În zonă se află fabrica de portelan Iris, fabrica de medicamente Terapia, Combinatul de Utilaj Greu (CUG) și un hypermarket Auchan. Cartierul deține o primărie de cartier a municipiului Cluj-Napoca, aflată în Piața Liebknecht.